# اوفلیا گیلمائین
اوفلیا گیلمائین (اسپانیایی: Ofelia Guilmáin‎؛ ۱۷ نوامبر ۱۹۲۱ – ۱۴ ژانویه ۲۰۰۵) بازیگر تئاتر، سینما و تلویزیون اهل اسپانیا و مکزیک بود.
از فیلم‌ها یا برنامه‌های تلویزیونی که وی در آن نقش داشته است، می‌توان به ملک‌الموت و نازارین اشاره کرد.